# Ebenezer Cobb Morley

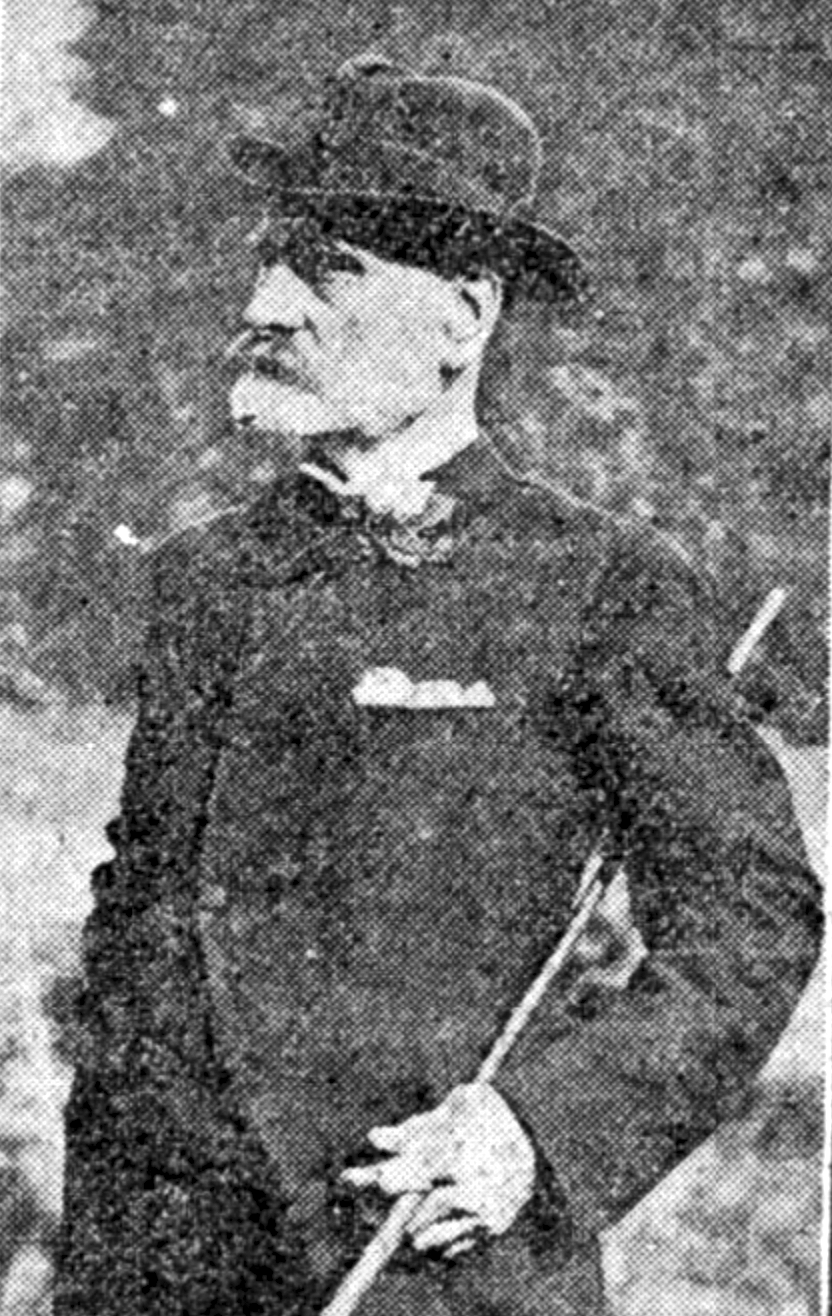
Ebenezer Cobb Morley in 1913

Ebenezer Cobb Morley (Kingston upon Hull, 16 augustus 1831 - Londen, 20 november 1924) was een Brits sporter, zakenman en advocaat. Hij wordt gezien als de "vader" van de Engelse voetbalbond.
Morley werd geboren op 10 Garden Square, Princess Street  in Hull en woonde in deze stad tot z'n 22e levensjaar. Hij verhuisde naar Barnes, Londen. In 1858 richtte hij de Barnes Rugby Football Club op. In 1863, als aanvoerder van de Mortlake, schreef hij een voorstel aan Bell's Life, een krant, voor een bestuursorgaan voor de voetbalsport. Dit voorstel leidde tot de eerste vergadering van de Engelse voetbalbond, die daarmee officieel een feit was.
Hij was de eerste secretaris (1863-1866) en de tweede voorzitter (1867-1874) van de bond.
Morley was advocaat. Hij is begraven op een nu verlaten kerkhof in Barnes. Hij had geen kinderen.